# Município de Bethel (condado de Clark, Ohio)
Localização do Ohio nos E.U.A.
O município de Bethel (em inglês: Bethel Township) é um município localizado no condado de Clark no estado estadounidense de Ohio. No ano 2010 tinha uma população de 18523 habitantes e uma densidade populacional de 187,65 pessoas por km².

## Geografia
O município de Bethel encontra-se localizado nas coordenadas 39° 54′ 35″ N, 83° 58′ 56″ O. Segundo a Departamento do Censo dos Estados Unidos, o município tem uma superfície total de 98.71 km², da qual 97.44 km² correspondem a terra firme e (1.29%) 1.27 km² é água.

## Demografia
Segundo o censo de 2010, tinha 18523 pessoas residindo no município de Bethel. A densidade de população era de 187,65 hab./km².